# Аборти в Болгарії

Правовий статус абортів у світі:
Легальний
Легальний при зґвалтуванні та за медико-соціальними показниками
Легальний у випадках (або заборонений, окрім випадків) зґвалтування, медико-соціальних протипоказань
Заборонений, окрім випадків зґвалтування та медико-соціальних протипоказань
Заборонений, окрім випадків загрозі життю жінки та наявності психічних і патологічних протипоказань
Заборонений без виключень
Відмінності за регіонами
Відсутні дані

Аборти в Болгарії законні на вимогу жінки впродовж перших 12 тижнів вагітності починаючи з 1 лютого 1990 року. Від 12 до 20 тижнів аборт дозволений тільки для жінок, які страждають від певних захворювань, що можуть поставити під загрозу її життя чи життя плоду, а після 20 тижнів аборт дозволений тільки у разі, якщо життя жінки перебуває в небезпеці або плід сильно пошкоджений генетично.
Аборти були узаконені постановою Міністерства охорони здоров'я від 27 квітня 1956 року, яка передбачала аборти для всіх вагітностей упродовж перших 12 тижнів через будь-яку причину, а з більшим строком - лише за медичними показаннями. 
Постанова Уряду в лютому 1968 року суворо обмежила випадки законного застосування абортів. Це рішення було спрямоване на боротьбу проти зниження народжуваності. Більшість абортів вимагали схвалення спеціальної медичної комісії. Вони були повністю заборонені для бездітних жінок, за винятком медичних показань. Тільки жінки віком понад 45 років або з трьома і більше дітьми могли отримати аборт на вимогу, за винятком випадків, якщо строк вагітності перевищував 10 тижнів, а жінка вже перенесла через аборт у попередні 6 місяців. 
Обмеження були розширені у квітні 1973 року, і охопили жінок, які не мали дітей або тільки одну дитину. Дозвіл на аборт можна було отримати тільки в разі зґвалтування або інцесту, для неодружених і бездітних жінок віком до 18 років, для жінок старших 45 років з однією дитиною, або у випадках захворювань, що загрожують життю жінки та життєздатності плоду. Обмеження були дещо пом'якшені в 1974 році, але більшість обмежень залишилися до декрету 1 лютого 1990 року.
Станом на 2003 рік кількість абортів у Болгарії становила 21,3 абортів на 1000 жінок віком 15-44 років, і відтоді зменшується. Станом на  2010 рік цей показник дорівнював 14,7 абортів на 1000 жінок віком 15-44 років.  Високий рівень абортів у Болгарії створює проблеми для громадської охорони здоров'я.